# Port lotniczy Moyo
Port lotniczy Moyo – port lotniczy zlokalizowany w ugandyjskim mieście Moyo. Obsługuje połączenia krajowe.

## Kierunki lotów i linie lotnicze
| Linia Lotnicza     | Kierunek   |
| ------------------ | ---------- |
| Eagle Air (Uganda) | 1. Entebbe |